# Доктуровський Володимир Семенович
Володимир Семенович Доктуровський (6 [18] листопада 1884, Миколаїв — 20 березня 1935, Москва) — російський і радянський ботанік, професор. Займався дослідженням боліт.

## Коротка біографія
Доктуровський народився у сім'ї викладача гімназії. Після закінчення гімназії вступив на фізико-математичний факультет Московського університету, який закінчив у 1907 році. У 1908 році він вступив на службу в Переселенське управління та в Санкт-Петербурзький ботанічний сад. Володимир Семенович здійснив дві експедиції Амурською областю. З 1912 року В. С. Доктуровський розпочав займатися вивченням боліт під час роботи на Мінській болотній станції. Він встановив зв'язок між рослинним покривом, водним режимом і геологічною будовою боліт, хімічним складом торфу. У 1912—1915 роках В. С. Доктуровський працював ботаніком в Поліських меліоративних партіях, читав лекції з ботаніки і природної історії боліт. З 1915 року Доктуровський завідував ботанічним кабінетом торф'яної частини Відділу земельних поліпшень Департаменту землеробства, пізніше Наркомзему. З 1918 року — в Москві: завідувач Геоботанічної відділом і геоботанічних кабінетом Науково-експериментального торф'яного інституту (Інсторф) (1922—1930) і викладач ряду вузів. Так, з 1928 р — професор Московської гірничої академії, завідувач кафедри болотознавства, читав курс з болотознавства і ботаніки. Жив на Арбаті, в будинку № 51.
Із 1930 року Доктуровський завідував кафедрою дослідження боліт в Московському торф'яному інституті.
Урна з прахом похована в колумбарії Донського кладовища.

## Наукова діяльність
Доктуровський увів у практику метод пилкового аналізу та вивчення складу і розподілу пилку деревних рослин в торфі та інших опадах, що їх містять, створив перший атлас пилку в торфі. Частина його робіт присвячена питанням стратиграфії боліт, рослинності межльодовикових відкладень, що поховані у торфовищах. За роботи по вивченню боліт В. С. Доктуровський був нагороджений в 1924 році золотою медалью Російського географічного товариства. Доктуровський разом з В. М. Сукачовим був основоположником у Росії методу спорово-пилкового аналізу зразків торфу.

## Праці
- Болота, будова і розвиток їх. — 1915
- Болота і торфовища, розвиток і будова їх. — М., 1922
- З історії освіти і розвитку торфовищ СРСР.
- Міжльодовикове торфовище у Галича // Изв. наук.-експер. торф. ін-ту. — 1923. — № 5.
- Метод аналізу пилку в торфі // Від. наук.-експер. торф. ін-ту. — 1923. — № 5.
- До історії освіти та розвитку торфовищ Росії // Торф. справа. — 1924. — № 2.
- Про межльодовикові флори СРСР // Ґрунтознавство. — 1930. — № 1-2.
- Про деякі особливості будови боліт Середньої Росії.
- Торф'яні болота. Походження, природа і особливості боліт СРСР. — 2-е вид.. — М.-Л., 1935.